# Cratere Fauth
Fauth è un cratere lunare di 11,94 km situato nella parte nord-occidentale della faccia visibile della Luna, sulle pendici dei frastagliati bastioni meridionali del cratere Copernico. Si trova nel Mare Imbrium, a nordest del cratere Reinhold.
Questa formazione è composta dal cratere principale Fauth e dal più piccolo 'Fauth A'. Il cratere minore e più recente passa attraverso l'orlo meridionale di Fauth, estendendosi per circa 9,6 km. Fauth è probabilmente un cratere secondario formatosi nell'impatto che generò il vicino Copernico.
Il cratere è dedicato al selenografo tedesco Philipp Fauth.

## Crateri correlati
Alcuni crateri minori situati in prossimità di Fauth sono convenzionalmente identificati, sulle mappe lunari, attraverso una lettera associata al nome.
| Fauth | Coordinate           | Diametro (in km) |
| ----- | -------------------- | ---------------- |
| A     | 5°58′48″N 20°11′24″W | 8,72             |
| B     | 5°48′00″N 19°19′12″W | 3,46             |
| C     | 5°13′48″N 18°51′00″W | 3,89             |
| D     | 6°00′00″N 18°27′36″W | 3,79             |
| E     | 5°23′24″N 20°43′12″W | 2,53             |
| F     | 5°24′N 17°27′W       | 2,45             |
| G     | 5°15′00″N 16°16′12″W | 3,01             |
| H     | 4°46′48″N 16°13′12″W | 3,76             |